# Hexomyza simplex
Hexomyza simplex är en tvåvingeart som först beskrevs av Friedrich Hermann Loew 1869.  Hexomyza simplex ingår i släktet Hexomyza, och familjen minerarflugor. Arten är reproducerande i Sverige.